# 库特罗菲亚诺
库特罗菲亚诺（義大利語：Cutrofiano），是意大利莱切省的一个市镇。总面积55平方公里，人口9262人，人口密度168.4人/平方公里（2009年）。ISTAT代码为075026。